# Heidi Heitkamp
Mary Kathryn Heitkamp, dite Heidi Heitkamp (nom prononcé en anglais : /ˈhaɪtˌkæmp/), née le 30 octobre 1955 à Breckenridge (Minnesota), est une femme politique américaine, membre du Parti démocrate. Élue de justesse au Sénat des États-Unis pour le Dakota du Nord face au républicain Rick Berg le 6 novembre 2012, elle est battue le 6 novembre 2018 par Kevin Cramer, alors qu'elle tentait d'obtenir un second mandat, récoltant seulement 44,6 % des voix.

## Carrière politique
Née dans le Minnesota mais élevée dans une famille nombreuse à Mantador (Dakota du Nord), elle succède à Kent Conrad au poste de receveuse (Tax Commissioner) du Dakota du Nord en 1986. Elle est élue en 1988 en son nom avec 65,8 % des suffrages.
En 1992, Heidi Heitkamp se présente au poste de procureur général (State Attorney General) du Dakota du Nord, jusqu'à présent occupé par le démocrate Nick Spaeth (en) qui se présente aux élections gouvernatoriales. Elle est élue avec 62,38 % des voix, puis réélue en 1996 avec 63,82 %.
Elle échoue à devenir gouverneur du Dakota du Nord en 2000 avec 44,97 % des voix face au républicain John Hoeven. Sa campagne a été troublée par le diagnostic de son cancer du sein,.

### Élection inattendue au Sénat des États-Unis
Alors que le sénateur sortant démocrate Kent Conrad se retire, Heidi Heitkamp se présente à l'élection sénatoriale de 2012. Les républicains pensent alors que l'élection leur est acquise. Face à l'homme d'affaires et représentant républicain du Dakota du Nord, Rick Berg, la démocrate est jugée plus proche des électeurs et de leurs intérêts (elle soutient notamment l'oléoduc Keystone, dénoncé par de nombreux démocrates). Elle mène une campagne centriste, insistant sur certaines de ses différences avec Barack Obama. Bien que souvent distancée dans les sondages, elle est élue sénatrice le 6 novembre avec 50,5 % des suffrages. Sa victoire est considérée comme une des principales surprises de ces élections et une défaite « cinglante » pour les républicains, qui voient par ailleurs leurs chances de reprendre le Sénat des États-Unis s'anéantir.
En 2017, elle est qualifiée de « femme bien » (en anglais : good woman) par le président républicain Donald Trump, après qu'elle le soutienne dans sa politique de baisse des impôts.
Le 12 juin 2018, elle obtient à nouveau l'investiture du Parti démocrate en vue de sa candidature à la réélection au Sénat en novembre, face au candidat républicain Kevin Cramer. Cependant, elle est battue par ce dernier lors de l'élection générale, ne récoltant que 44,6 % des suffrages exprimés, soit 143 737 voix.